# 페르시아 문학

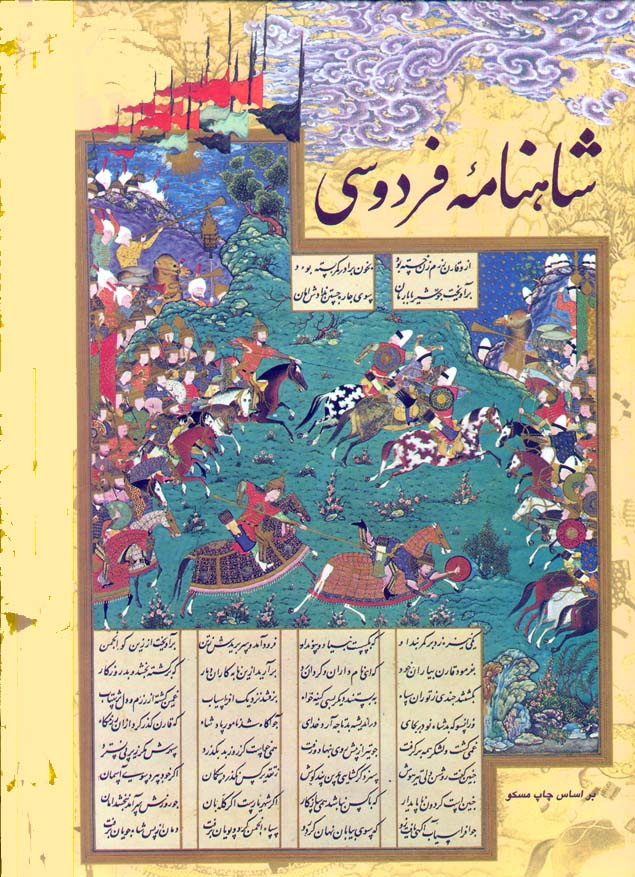
샤나메

페르시아 문학(페르시아어: تاریخ ادبیات فارسی)은 페르시아어로 쓰여진 문학을 말한다.
광의의 페르시아 문학은 고대와 중세, 그리고 근세로서 구분된다. 고대란 기원전 6세기부터 기원전 4세기에 걸친 아케메네스 왕조에서의 고대 페르시아어에 의한 비문(碑文)과 조로아스터교(敎)의 경전(經典) 《아베스타》를 가리킨다. 중세 문학이란 8세기경까지에서의 주로 팔라비어에 의한 작품으로 종교·역사·설화에 관한 것이 많으며 순문학 작품은 거의 현존하고 있지 않다. 7세기 중엽에 아랍에게 이란이 정복당한 이래 이슬람과 더불어 아라비아어가 점차로 중요하게 되어 이슬람의 개종자(改宗者)가 불어감에 따라 종래의 난해한 팔라비 문자는 폐지되고 아라비아 문자가 사용되어 많은 아라비아 어휘가 받아들여져서 성립된 것이 근세 페르시아어이며 이 언어에 의한 문학은 근세 페르시아 문학, 또는 단순히 페르시아 문학이라 불린다. 근세라고 하지만 이 문학은 이미 그 싹이 나와 천 년 이상의 빛나는 역사와 전통이 있다. 아랍 지배의 2세기 남짓 지나 이란 동북부에 민족 왕조(民族王朝) 사만 왕조가 수립되어 그를 보호하고 장려함에 의하여 10세기에는 이 문학이 화려하게 개화하여 루다키를 위시하여 많은 궁정시인(宮廷詩人)과 음유(吟遊)시인이 나왔고, 또 아라비아 문학의 번역으로 산문 문학이 일어났다.
한편 페르시아 학자는 이전부터 이슬람 세계의 공용어(公用語)이며 학술어인 아라비아어를 구사하여 사라센 문화 형성의 모든 면에서 지대한 공헌을 하였다. 민족 왕조의 창건으로 이란인은 민족 고유의 신화와 전설의 부활에 뜻을 쏟아 이것을 집대성한 것이 11세기 초엽의 대시인인 피르다우시이다. 같은 세기 전반의 지배자 가즈나 왕조의 마흐무드를 섬긴 궁정 시인은 400명이나 되었다고 한다. 이 시대까지의 특색은 왕자와 귀족의 지우(知遇)를 받은 시인에 의한 송시(頌詩)가 주체를 이루었고 이러한 의미에서 페르시아 문학은 궁정 문학에서 시작하였다고 하겠다. 이것과 함께 시대 정신을 반영한 민족적 서사시도 큰 비중을 차지하고 있다. 11세기 중엽부터 13세기에 걸쳐 셀주크 제국 시대에 있어서 이 문학은 백화요란(白花燎亂)의 양상을 띠어 궁정 문학의 소산인 송시 외에 신비주의 사상이 문학에 도입되어 사나이, 파리두딘 아타르를 위시한 신비주의 시인이 출현하였다. 이 시대 이후 거의 대부분의 위대한 시인은 이 사상의 큰 영향을 받아 페르시아 문학의 일대 특색이 되었다. 더욱 주목해야 할 것은 종래에 주로 이란 동북 지방을 중심으로 번영한 이 문학이 점차로 서북 지방에도 퍼져 갔다는 것인데 그 대표적인 시인이 니자미, 하카니이며 특히 전자는 로맨스 시를 확립하였다. 과학자 오마르 하이얌이 탐미적인 4행시를 읊은 것은 이 시대의 초기이다. 산문의 분야에도 정치·역사·여행·지리·전기를 제재(題材)로 한 작품들이 많이 씌어졌다.
13세기 중엽 몽고족의 침입과 살육(殺戮)에 이어 그들의 왕조인 일 한국이 약 1세기간 이란을 지배하였으나, 이 시대에는 그 때까지의 궁정 문학이 자취를 감추고 세상의 불안에 따라 신비주의 사상이 한층 더 보편화하여 이 방면의 최고인 시인 루미가 문학을 통하여 이를 완성의 경지에까지 도달시켰다. 또 실천 도덕(實踐道德)의 대시인 사디가 다년에 걸친 여행을 마치고 그의 고향에서 2대 걸작을 저작한 것은 13세기 중엽의 일이었다. 산문학(散文學)에서 이 시대의 특징은 칙명(勅命)에 의하여 역사의 편찬이 성행하였다는 것이다. 또 이 무렵까지의 문학은 이란 전역과 중앙아시아뿐만 아니라 동쪽의 인도와 서쪽의 터키로까지 퍼졌으며, 인도를 대표하는 저명한 시인은 아미르 호스로우였다. 몽고족에 뒤이은 터키계 티무르의 지배하에서는 문학은 차차 하강선(下降線)을 긋지만 이 시대 초기에는 14세기를 대표하는 최고의 서정시인 하페즈가 출현하였다. 15세기에는 문학의 중심이 이란 남부에서 현재 아프가니스탄 서부에 있는 헤라트로 옮겨, 그 곳의 궁정을 중심으로 문학과 예술이 상당히 번영하게 되었다. 페르시아 문학에서 고전·황금 시대의 최후를 장식하는 대시인 자미가 활약한 곳도 그 곳이었다.
16세기 이후의 문학은 그 이전과 명백히 구분하여 고전 시대에 비하여 매우 초라한 편이다. 다시 말하면 10세기부터 15세기까지가 페르시아 문학의 정화(精華)였다. 16세기부터 18세기 전반에 걸쳐서 민족 왕조인 사파비 왕조의 시대에는 예술 면에서 빛나는 성과가 있었다고 할 수 있으며, 이슬람 시아파(派)의 국교화에 수반하여 종교 서적이 제법 나왔으나 문학사상 주목할 만한 시인이나 작가는 전무(全無)에 가깝다. 19세기에 카자르 왕조 지배하에 들어가 근대화의 운동이 서서히 진전됨에 따라서 차츰 서구 문예 사조를 중요시하게 되었고, 초엽에 입헌(立憲) 혁명 운동이 일어나자 혁명 문학이 성행하여 애국적인 시인도 나오게 되었다. 그 후 번역 문학도 꽤 번성하여 서구 문학의 영향이 강화되기에 이르러 고전 문학의 전통을 지속코자 하는 일파(一派) 외에 문학의 대중화를 부르짖고 현실 사회에 직결되는 주제를 선택하며 서구적 수법을 모방하여 단편 소설에 중점을 두게 되었다. 그 대표적인 작가가 서덱 헤더야트이다.